# Lophorrhachia
Lophorrhachia là một chi bướm đêm thuộc họ Geometridae.